# Cătălin Hlistei
Cătălin Florin Hlistei (Arad, 24 agosto 1994) è un calciatore rumeno, centrocampista del Tunari.

## Carriera
Ha giocato nella massima serie rumena con il Pandurii e il Rapid Bucarest.

## Statistiche

### Presenze e reti nei club
Statistiche aggiornate al 25 ottobre 2021.
| Stagione              | Squadra               | Campionato            | Campionato | Campionato | Coppe nazionali | Coppe nazionali | Coppe nazionali | Coppe continentali | Coppe continentali | Coppe continentali | Altre coppe | Altre coppe | Altre coppe | Totale | Totale |
| Stagione              | Squadra               | Comp                  | Pres       | Reti       | Comp            | Pres            | Reti            | Comp               | Pres               | Reti               | Comp        | Pres        | Reti        | Pres   | Reti   |
| --------------------- | --------------------- | --------------------- | ---------- | ---------- | --------------- | --------------- | --------------- | ------------------ | ------------------ | ------------------ | ----------- | ----------- | ----------- | ------ | ------ |
| 2013-2014             | UTA Arad              | L2                    | 0          | 0          | CR              | 0               | 0               |                    | -                  | -                  |             | -           | -           | 0      | 0      |
| 2014-2015             | UTA Arad              | L3                    | ?          | ?          |                 | -               | -               |                    | -                  | -                  |             | -           | -           | ?      | ?      |
| 2015-2016             | UTA Arad              | L2                    | 28         | 1          | CR              | 1               | 0               |                    | -                  | -                  |             | -           | -           | 29     | 1      |
| Totale UTA Arad       | Totale UTA Arad       | Totale UTA Arad       | 28+        | 1+         |                 | 1               | 0               |                    | -                  | -                  |             | -           | -           | 29+    | 1+     |
| 2016-2017             | Pandurii              | L1                    | 23         | 1          | CR+CdL          | 0+1             | 0               |                    | -                  | -                  |             | -           | -           | 24     | 1      |
| 2017-2018             | UTA Arad              | L2                    | 25         | 8          | CR              | 1               | 0               |                    | -                  | -                  |             | -           | -           | 27     | 8      |
| 2018-2019             | Sportul Snagov        | L2                    | 21         | 7          | CR              | 1               | 0               |                    | -                  | -                  |             | -           | -           | 28     | 7      |
| 2019-2020             | Rapid Bucarest        | L2                    | 25         | 8          | CR              | 0               | 0               |                    | -                  | -                  |             | -           | -           | 25     | 8      |
| 2020-2021             | Rapid Bucarest        | L2                    | 30         | 14         | CR              | 0               | 0               |                    | -                  | -                  |             | -           | -           | 30     | 14     |
| 2021-2022             | Rapid Bucarest        | L1                    | 13         | 0          | CR              | 0               | 0               |                    | -                  | -                  |             | -           | -           | 13     | 0      |
| Totale Rapid Bucarest | Totale Rapid Bucarest | Totale Rapid Bucarest | 68         | 22         |                 | -               | -               |                    | -                  | -                  |             | -           | -           | 68     | 22     |
| Totale carriera       | Totale carriera       | Totale carriera       | 165+       | 39+        |                 | 4               | 0               |                    | -                  | -                  |             | -           | -           | 169+   | 39+    |